# Saucerottia hoffmanni
La amazilia azul, amazilia vientriazul o colibrí vientriazul (Saucerottia hoffmanni) es una especie de ave apodiforme de la familia Trochilidae —los colibríes— perteneciente al numeroso género  Saucerottia, anteriormente incluida en el género  Amazilia . Es nativa de América Central.

## Distribución y hábitat
Se distribuye desde el oeste de Nicaragua hasta el centro de Costa Rica.
Esta especie es considerada bastante común en sus hábitats naturales, principalmente los más áridos: zonas abiertas a semiabiertas, matorrales, sabanas, bordes de bosques, bosques secundarios, plantaciones, jardines, etc. Normalmente se encuentra en hábitats relativamente áridos, por ejemplo los bosques secos del Caribe, pero en la estación seca también prefiere zonas más húmedas como los bordes del bosque de galería. Desde el nivel del mar hasta un máximo de 1800 metro de altitud.

## Sistemática

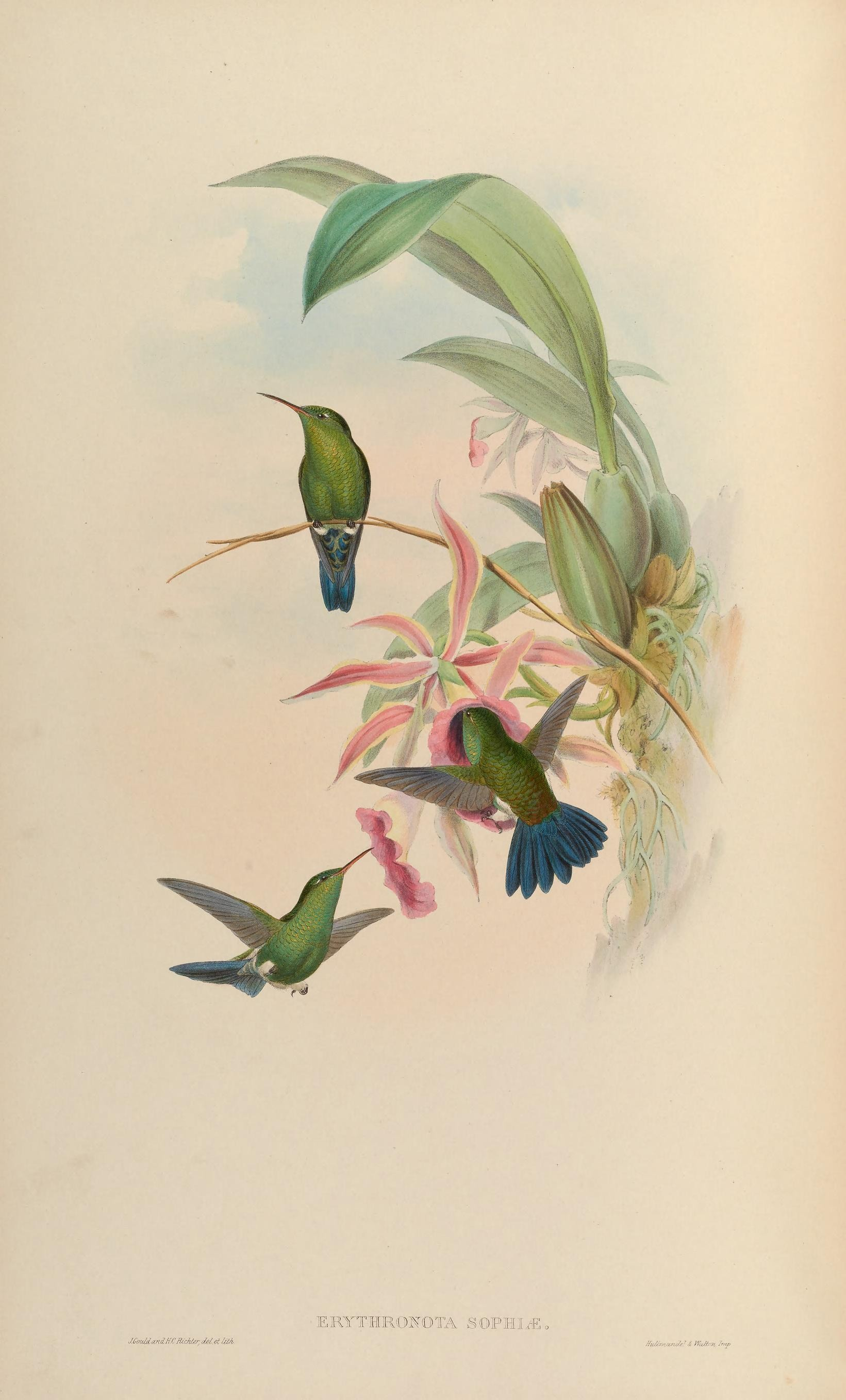
Erythronota sophiae, sinónimo de Saucerottia hoffmanni, ilustración de Gould y Richter en A monograph of the Trochilidae, or family of humming-birds 5, 1861.

### Descripción original
La especie S. hoffmanni fue descrita por primera vez por los ornitólogos alemanes Jean Cabanis  y Ferdinand Heine Jr. en 1860 bajo el nombre científico Hemithylaca hoffmanni ; su localidad tipo es: «Costa Rica».

### Etimología
El nombre genérico femenino Saucerottia fue tomado del nombre específico Trochilus saucerrottei, que por su vez conmemora al médico y ornitólogo francés Antoine Constant Saucerotte (1805–1884); y el nombre de la especie «hoffmanni» conmemora al explorador, naturalista y recolector alemán Carl Hoffmann (1823–1859).

### Taxonomía
La presente especie junto a un grupo de otras diez especies fueron tradicionalmente incluidas en el género Amazilia. Una serie de estudios filogenéticos que culminaron con el estudio de McGuire et al. (2014) encontraron que el género Amazilia era altamente polifilético. En la clasificación propuesta para resolver la polifilia del género, Stiles et al. (2017) propusieron la resurrección del género Saucerottia para este grupo de especies, lo que fue reconocido por el Comité de Clasificación de Norte y Mesoamérica (N&MACC) en la Propuesta No 2020-A-03.
Mientras algunas clasificaciones, como el Congreso Ornitológico Internacional (IOC) y Clements Checklist/eBird consideran a la presente una especie plena, otras, como Birdlife International (BLI) y Aves del Mundo (HBW) la consideran como una subespecie de Saucerottia saucerottei.
Durante mucho tiempo esta especie fue tratada como siendo Amazilia sophiae (Trochilus sophiae) Bourcier & Mulsant, 1846, pero ésta es un sinónimo de S. saucerottei.  Es monotípica.